# Uthopia
Uthopia (né en 2001) est un étalon KWPN monté par le cavalier britannique Carl Hester dans les compétitions de dressage,.
Hester et Uthopia ont été choisis pour représenter la Grande-Bretagne aux jeux Olympiques de Londres en 2012, remportant l'or avec l'équipe de dressage. Ensemble, ils ont remporté un total de cinq médailles, deux médailles d'argent en 2011 aux championnats d’Europe en plus de l'or olympique. Le cheval a également été concurrencé par Charlotte Dujardin, plus récemment, à l'étape d'Amsterdam de la Coupe du Monde FEI de la discipline en janvier.